# Mạc Đình Vịnh
Mạc Đình Vịnh (10 tháng 4 năm 1926 – 21 tháng 3 năm 2022) là một sĩ quan cao cấp của Quân đội nhân dân Việt Nam, hàm Thiếu tướng, nguyên Tư lệnh Sư đoàn 308,Tham mưu trưởng Quân đoàn 1, Hiệu trưởng; Chủ tịch Hội đồng Nhà trường Trường Sĩ quan Lục quân 2 .
Ông sinh năm 1926 tại xã Cẩm Chế, huyện Thanh Hà, tỉnh Hải Dương.

## Hoạt động
- Từ tháng 11-1944 đến tháng 6-1947: Tham gia Đoàn Thanh niên cứu quốc ở Hà Nội, Phong trào Việt Minh ở Mạo Khê; đội viên, Tiểu đội trưởng du kích Chiến khu Đông Triều, Đội trưởng du kích Mạo Khê.
- Từ tháng 7-1947 đến tháng 1-1955: Chính trị viên Đại đội, Chi đội 6, Trung đoàn 42; Chính trị viên Tiểu đoàn 182, Trung đoàn 64; Trưởng ban Chính trị, Mặt trận 31, Liên khu 3; Chính trị viên, Tiểu đoàn trưởng Tiểu đoàn 664, Trung đoàn 42, Liên khu 3.
- Từ tháng 3-1954 đến tháng 1-1955: Phó trung đoàn trưởng, Tham mưu trưởng Trung đoàn 46; Phụ trách Trung đoàn trưởng Trung đoàn 254, Liên khu 3.
- Từ tháng 2-1955 đến tháng 2-1958: Học viên quân sự của Bộ Quốc phòng.
- Từ tháng 3-1958 đến tháng 11-1961: Phụ trách Phòng Quản lý nhà trường, Cục Quân huấn; Phó trưởng phòng Tổ chức kế hoạch, Cục Nhà trường.
- Từ tháng 12-1961 đến tháng 9-1964: Học viên văn hóa, Trường Văn hóa Bộ Quốc phòng; Học viên Học viện Quân sự Frunze (Liên Xô).
- Từ tháng 10-1964 đến tháng 12-1967: Trưởng phòng Nhà trường Cục Quân huấn.
- Từ tháng 1-1968 đến tháng 1-1971: Phó cục trưởng Cục Quân huấn (đi công tác B năm 1970).
- Từ tháng 2-1971 đến tháng 10-1971: Phó cục trưởng Cục Nhà trường, Bộ Tổng Tham mưu.
- Từ tháng 11-1971 đến tháng 11-1972: Phó tư lệnh Sư đoàn 325.
- Từ tháng 12-1972 đến tháng 2-1974: Tham mưu phó Quân khu Trị Thiên.
- Từ tháng 3-1974 đến tháng 1-1978: Tư lệnh Sư đoàn 308.
- Từ tháng 2-1978 đến tháng 1-1979: Tham mưu trưởng Quân đoàn 1.
- Từ tháng 2-1979 đến tháng 7-1980: Phó hiệu trưởng Trường Sĩ quan Lục quân 2.
- Từ tháng 8-1980 đến tháng 11-1987: Hiệu trưởng; Chủ tịch Hội đồng Nhà trường Trường Sĩ quan Lục quân 2.
- Từ tháng 12-1987 đến tháng 9-1991: Ủy viên Thường trực Hội đồng Khoa học quân sự Bộ Quốc phòng.

## Khen thưởng
- Huân chương Lao động hạng Ba;
- Huân chương Quân công hạng Nhì;
- Huân chương Kháng chiến chống Pháp hạng Nhất;
- Huân chương Kháng chiến chống Mỹ, cứu nước hạng Nhất;
- Huy chương Chiến công hạng Nhất, Nhì, Ba;
- Huy chương Chiến sĩ vẻ vang hạng Nhất, Nhì, Ba;
- Huy chương Quân kỳ Quyết thắng;
- Huy hiệu 75 năm tuổi Đảng